# Spergularia marina
Spergularia marina là loài thực vật có hoa thuộc họ Cẩm chướng. Loài này được (L.) Besser miêu tả khoa học đầu tiên năm 1822.